# Monte San Giovanni Campano
Pour les articles homonymes, voir Campano.
Monte San Giovanni Campano est une commune italienne de la province de Frosinone dans la région Latium. Le village a obtenu le label des Plus Beaux Bourgs d'Italie.

## Administration
| Période                                  | Période | Identité | Étiquette | Qualité |
| ---------------------------------------- | ------- | -------- | --------- | ------- |
|                                          |         |          |           |         |
| Les données manquantes sont à compléter. |         |          |           |         |

### Hameaux
Anitrella, Chiaiamari, Colli, La Lucca, Porrino

### Communes limitrophes
Arce, Arpino, Boville Ernica, Castelliri, Fontana Liri, Sora, Strangolagalli, Veroli

## Personnalités
- cardinal Carlo Vizzardelli (1791-1851), préfet de l'Académie théologique